# يلينا نيشافيتش
يلينا نيشافيتش (بالسيريلية الصربية: Јелена Нишавић) مواليد 17 سبتمبر 1980 في بلغراد، جمهورية يوغوسلافيا الاشتراكية الاتحادية، هي لاعبة كرة يد صربية تلعب كجناح أيسر. تلعب حاليا مع نادي رادنيتشكي كراغوييفاتس لكرة اليد وتحمل الرقم 11. حققت المركز الثاني في بطولة العالم لكرة اليد للسيدات 2013.

## سجل المنافسة
شاركت في البطولات التالية:
- بطولة العالم لكرة اليد للسيدات 2013
- بطولة أوروبا لكرة اليد للسيدات 2012
- بطولة أوروبا لكرة اليد للسيدات 2014

## الميداليات
| الميدالية | المسابقة                            |
| --------- | ----------------------------------- |
| فضية      | بطولة العالم لكرة اليد للسيدات 2013 |
| فضية      | ألعاب البحر الأبيض المتوسط 2005     |

## روابط خارجية
- يلينا نيشافيتش على موقع الاتحاد الأوروبي لكرة اليد (الإنجليزية)